# آمازون سنت لوسیا
آمازون سنت لوسیا (نام علمی: Amazona versicolor) نام یک گونه از سرده طوطی آمازون است.